# Jacques Savoie
Pour les articles homonymes, voir Savoie (homonymie).
Jacques Savoie, né le 3 février 1951 à Edmundston, est un romancier, scénariste et musicien d'origine acadienne de la province canadienne du Nouveau-Brunswick.

## Biographie
Jacques Savoie naît le 3 février 1951 à Edmundston, au Nouveau-Brunswick (Canada). Après avoir fréquenté les écoles de sa ville natale, il se rend au Collège de Bathurst, alors un campus de l'Université de Moncton, où il obtient en 1972 un baccalauréat en sciences politiques. Il obtient ensuite une maîtrise en lettres modernes à l'Université d'Aix-Marseille, en France, en 1975.
Il finance ses études en jouant dans les groupes de musique La Renaissance, puis Syncope. En 1976, il fonde avec Claude Fournier, Isabelle Roy et Jean-Gabriel Comeau le groupe Beausoleil Broussard, dont la musique est inspirée du folklore acadien. Le groupe connaît un succès important dès son premier album, Beausoleil-Broussard, sorti en 1977. Ce groupe remporte en 1978 le Prix de la Jeune chanson française à Paris pour sa contribution musicale. Jacques Savoie participe aux deux prochains albums, mais quitte le groupe en 1980. La compilation Journal de bord 1976-1980 paraît toutefois en 2003.
En 1972, il participe à l'ouvrage L'Étoile maganée, réunissant ses poèmes, des photos de son frère Gilles et des dessins d'Herménégilde Chiasson. Ils définissent l'ouvrage comme un anti-livre – c'est d'ailleurs sous ce titre qu'il est publié – et sont au cœur de la naissance de la modernité en Acadie, étant les premiers jeunes auteurs à publier localement. Les Éditions d'Acadie sont d'ailleurs fondées plus tard la même année. Jacques Savoie termine en 1979 un premier roman, Raconte-moi Massabielle, sur une personne occupant une église afin d'éviter la fermeture complète de son village. Ce roman lui vaut le prix de l'Association francophone internationale.
En 1984, son roman Les Portes tournantes, considéré comme un classique et lauréat du prix France-Acadie, met en scène le garçon Antoine, le père Blaudelle et la mère Lauda dans une intrigue familiale centrée sur la musique et les arts visuels. Jacques Savoie l'adapte à l'écran et Francis Mankiewicz le réalise en 1988. Le film Les Portes tournantes obtient une mention spéciale du Prix du jury œcuménique du Festival de Cannes. En 2003, il conçoit avec le chorégraphe Igor Dobrovsilskii et le compositeur François Dompierre le livret d'un ballet inspiré de son roman, Les portes tournantes.
Son roman Le Récif du Prince (1986) est écrit du point de vue de Vassilie, 17 ans, tentant de convaincre son père à la laisser travailler au phare de l'île Prince, dans le golfe du Saint-Laurent. Plus fantaisiste que réaliste, le roman met en scène une famille dysfonctionnelle, dont le père est comédien et la mère journaliste. Une histoire de cœur (1988) est un roman dans un roman, entremêlant les tentatives du narrateur pour vendre son scénario et le scénario lui-même ; la musique joue ici aussi une place importante. Jacques Savoie publie ensuite à La Courte Échelle une série de trois romans destinés aux adolescents et adultes, Le Cirque bleu (1995), Les Ruelles de Caresso (1997) et Un train de glace (1998), centrés sur Marthe et son fils Charlie. Il écrit ensuite une série de six romans pour enfants, en partie liés aux trois premiers par le fait que le personnage de Charlie est mis en scène avec son père Jean-Philippe, mais ayant toutefois une nouvelle mère, Dominique, ainsi que deux sœurs, Caroline et Adèle. Une nouvelle histoire de famille est le sujet de Les Soupes célestes (2005), où la soupe remplace la musique mais où l'auteur conserve la fantaisie et l'humour. Abordant le roman policier en 2010 avec Cinq secondes (2010), il remporte le Prix Saint-Pacôme du meilleur roman policier québécois.
Jacques Savoie est également connu comme scénariste.  Parmi ses œuvres télévisuelles, on compte Bombardier (mini-série, Télé-Québec, 1992), Les Bâtisseurs d'eau (mini-série, Radio-Canada, 1997), Les Orphelins de Duplessis (mini-série, Société Radio-Canada|Radio-Canada, 1997), Ces enfants d'ailleurs II (Réseau TVA, 1998) et Rue l'Espérance (téléroman, réseau TVA, 1999-2001), Les Lavigueur, la vraie histoire (mini-série, Radio-Canada, 2008) et René II (mini-série, Radio-Canada, 2008) portant sur la vie et la carrière politique de René Lévesque. Il a aussi écrit le scénario du film "Pour toujours, les Canadiens!", un long métrage consacré au célèbre club de hockey Les Canadiens club de hockey.
Jacques Savoie remporte le Prix de l'Association francophone internationale pour son premier roman Raconte-moi Massabielle et en, 1992, le Prix Gémeaux du meilleur scénariste pour les textes de la télésérie Bombardier. Le Prix Gémeauxdu meilleur scénariste pour la série Les Lavigueur, la vraie histoire. La série Les orphelins de Duplessis a remporté le Fippa d’or Biarritz Fr. 1998. Les Lavigueur, la vraie histoire a remporté Fippa d’argent Biarritz Fr. et La Rose d’or Lucerne Suisse 2009.  Son premier roman jeunesse, Toute la beauté du monde, est finaliste du Prix du Gouverneur général du Canada en 1995.

## Œuvres

### Discographie
Pour le groupe Beausoleil Broussard
- 2003 : Journal de bord 1976-1980 (compilation 21 titres)
- 1979 : Le mitan du siècle qui s'en vient
- 1977 : Mutinerie (novembre 1977 au Québec, octobre 1978 en France)
- 1977 : La Chanson d'la cuillère

### Poésie
- 1972 : L'anti-livre, Les éditions de l'Étoile Magannée, en collaboration avec Herménégilde Chiasson et Gilles Savoie (illustrations), 1972, 99 pages.

### Radio
- 1985 : Céleste, dramatique d’une heure, émission Premières, Radio-Canada Atlantique. Réalisation Bertholet Charron, 1985
- 1987 : La Raison du jaune, dramatique d’une heure, émission Théâtre du lundi, Radio-Canada Atlantique. Réalisation Bertholet Charron, 1987
- 1988 : Corazon, dramatique d’une heure, émission Théâtre du lundi, Radio-Canada Atlantique. Réalisation Bertholet Charron, 1988

### Romans
- 1979 : Raconte-moi Massabielle, Moncton, Éditions d'Acadie, 1979 ; réédition, Éditions Libre Expression, coll. « 10/10 », 2009  (ISBN 276000046X)
- 1984 : Les Portes tournantes, Montréal, Boréal, 1984, 170 p.  (ISBN 2890520927) ; réédition, Boréal, coll. « Boréal Compact », 1990 ; réédition, Éditions de l’Aire, Lausanne (1988) ; traduction en hollandais, De Draaideur, éditions Van Gennep, Amsterdam (1988) ; traduction anglaise, The Revolving Doors, éditions Lestor & Orpen Dennys, Toronto, traduction de Sheila Fischman (1989)
- 1986 : Le Récif du prince, Montréal, Boréal, 1986, 168 p.  (ISBN 2890521508) ; réédition, Boréal, coll. « Boréal compact », 1990 ; réédition, Éditions Libre Expression, coll. « 10/10 », 2010
- 1988 : Une histoire de cœur, Montréal, Boréal, 1988, 299 p.  (ISBN 2890522628) ; réédition Éditions Libre Expression, coll. « 10/10 », 2009
- 1995 : Le Cirque bleu, Montréal, La Courte Échelle, 1995, 175 p.  (ISBN 2890212394) ; réédition Éditions Libre Expression, coll. « 10/10 », 2010
- 1997 : Les Ruelles de Caresso, Montréal, La Courte Échelle, 1997, 189 p.  (ISBN 2890212858) ; réédition Éditions Libre Expression, coll. « 10/10 », 2011
- 1998 : Un train de glace, Montréal, La Courte Échelle, 1998, 240 p.  (ISBN 2890213420) ; réédition Éditions Libre Expression, coll. « 10/10 », 2011
- 2005 : Les Soupes célestes, Fides, Montréal, 2005, 274 p.  (ISBN 2762125863) ; réédition Éditions Libre Expression, coll. « 10/10 », 2009
- 2010 : Cinq secondes, Montréal, Libre Expression, 2010 ; réédition, Éditions Libre Expression, coll. « Expression noire » 2012
- 2012 : Une mort honorable, Éditions Libre Expression, coll. « Expression noire », 2012
- 2013 : Le Fils emprunté, Éditions Libre Expression, coll. « Expression noire », 2013
- 2014 : Un voyou exemplaire, Éditions Libre Expression, 2014
- 2019 : #Maria, Montréal, Boréal, 2019
- 2024 : La Honte de Frank White, Montréal, Éditions Libre Expression, 2024

### Carnets
- 1985 : Marco Polo ou le nouveau livre des merveilles, œuvre littéraire collective qui réunit 8 jeunes auteurs de 4 continents. Avec la participation de Italo Calvino et Umberto Eco. Publié simultanément aux Éditions du Boréal Express et aux éditions Solin en France, 1985, 288 (48 p.).
- 2008 : La Vraie Histoire de la série Les Lavigueur : les carnets de l’auteur et le scénario, Éditions Stanké (le Groupe Librex), 2008, 322 p.

### Romans de littérature d'enfance et de jeunesse
- 1995 : Toute la beauté du monde, Montréal, La Courte Échelle, 1995, 94 pages.  (ISBN 2890212432)
- 1996 : Une ville imaginaire, Montréal, La Courte Échelle, 1996, 90 p.  (ISBN 2890212548)
- 1996 : Les Fleurs du capitaine, Montréal, La Courte Échelle, 1996, 90 p.  (ISBN 2890212637)
- 1997 : Le Plus Beau des Voyages, Montréal, La Courte Échelle, 1997, 90 p.  (ISBN 2890213056)
- 1997 : Un chapeau qui tournait autour de la terre, Montréal, La Courte Échelle, 1997 24 p.  (ISBN 978-2345212959)
- 1997 : Les Cachotteries de ma sœur, Montréal, La Courte Échelle, 1997, 91 p.  (ISBN 2890212890)
- 1998 : La Plus Populaire du monde, Montréal, La Courte Échelle, 1998, 91 p.  (ISBN 2890213234)

### Ballet
- 2004 : Les Portes tournantes, ballet inspiré du roman, produit par le Ballet-théâtre atlantique du Canada dans le cadre des fêtes marquant le 400e anniversaire de l’Acadie. Jacques Savoie signe le livret. Chorégraphie de Igor Dobrovolskiy, musique de François Dompierre, musiciens de l’Orchestre symphonique de Montréal et de l’Orchestre Métropolitain. Voix : Viola Léger et Pierre Verville, 2004.

## Filmographie

### Cinéma
- 1982 : Massabielle, scénario et réalisation Jacques Savoie, production de l’Office National du film, 1982, 25 min. Disponible sur le site Internet de l’ONF à l’adresse suivante : http://www.onf.ca/film/massabielle
- 1988 : Les Portes tournantes, scénario Jacques Savoie, réalisation Francis Mankiewicz, René Malo Films et ACPAV, 1988, 100 min. (Disponible en DVD)
- 2009 : Pour toujours les Canadiens", scénario Jacques Savoie, réalisation Sylvain Archambault, production Cité-Amérique, 2009, 95 min. (Disponible en DVD)

### Télévision
- 1985 : Passage nuageux, téléfilm, réalisation Jean-Yves Laforce, diffusé à Radio-Canada dans le cadre de l’émission Les Beaux Dimanches, 1985
- 1988 : Bonjour monsieur Gauguin, téléfilm, prod. Vision 4, réalisé par Jean-Claude Labrecque, diffusion Radio-Québec, 1988
- 1990 : Le Violon d'Arthur, téléfilm, Les productions du Fado, réalisation Jean-Pierre Gariépy, diffusion Radio-Canada, 1990
- 1992 : Bombardier, mini-série, réalisation François Labonté, diffusion Télé-Québec, 1992, 79 min. (Disponible en DVD)
- 1997 : Les Bâtisseurs d'eau, minisérie, prod. Christal, diffusion Radio-Canada, 1997, 278 min. (Disponible en DVD)
- 1997 : Les Orphelins de Duplessis, minisérie, prod. Télé Action, réalisation Johanne Prégent, diffusion Radio-Canada, 1997
- 1997 : Toute la beauté du monde / Une ville imaginaire / Les fleurs de Caroline, scénarisation de trois romans jeunesse de Jacques Savoie, réalisation Marquise Lepage, Les productions Allegro Film SDA, émissions jeunesse Radio-Canada/Radio-Québec, 1997
- 1998 : Ces enfants d'ailleurs II, adaptation et scénarisation du roman d'Arlette Cousture, réalisation Jean Beaudin, prod. Néofilm Match TV, diffusion TVA, 1998
- 1999-2001 : Rue l'Espérance, téléroman, en collaboration avec Nicole Lemire, Production JPL, diffusion réseau TVA, 1999-2001
- 2008 : Les Sœurs Elliot, minisérie, collaboration aux scénarios, Duo Productions, diffusion TVA, 2008
- 2008 : René II - Le destin d'un chef, mini-série, réalisation Pierre Houle, prod. Ciné Télé Action, diffusion Radio-Canada, 2008.
- 2008 : Les Lavigueur, la vraie histoire, mini-série, réalisation Sylvain Archambault, prod. Locomotion Films, diffusion Radio-Canada, 2008, 8 h. (Disponible en DVD) Bande-annonce

### Prix et récompenses
- 1970 : Prix décerné à la chanson Capucine, Gala de la chanson de Caraquet
- 1971 : Prix décerné à la chanson Beethovan, Gala de la chanson de Carencé
- 1978 : Prix de la Jeune chanson française avec Beausoleil-Broussard
- 1980 : Prix de l'Association Francophone Internationale, Paris, pour Raconte-moi Massabielle
- 1983 : Grand Prix du Festival des films de l'Atlantique, Halifax, pour Massabielle (film), d'après le roman Raconte-moi Massabielle
- 1984 : Les Portes tournantes, finaliste aux Prix littéraires du Gouverneur général du Canada, catégorie roman
- 1985 : Prix France-Acadie pour Les Portes tournantes
- 1988 : Prix du public, Festival de films de Québec, pour le film Les Portes tournantes
- 1988 : Prix Le Permanent du meilleur film québécois de l’année, dans le cadre du Festival des films du monde de Montréal, pour le film Les Portes tournantes
- 1988 : Mention spéciale du Prix du jury œcuménique du Festival de Cannes pour le film Les Portes tournantes
- 1989 : Dix mises en nomination et deux prix aux Genie Awards, Toronto, pour le film Les Portes tournantes
- 1992 : Meilleure série dramatique, Prix Gémeaux, pour Bombardier
- 1995 : Finaliste aux Prix littéraires du Gouverneur général du Canada, catégorie roman jeunesse, pour Toute la beauté du monde
- 1998 : Doctorat Honoris Causa (en lettres), Université de Moncton
- 1998 : FIPA d’or (Festival international des programmes audiovisuels, Biarritz, pour Les Orphelins de Duplessis
- 2008 : Prix Gémeaux, scénario, série Les Lavigueur, la vraie histoire (sur 15 nominations, la série obtient 9 prix, dont celui du meilleur scénario)
- 2008 : Les Lavigueur, la vraie histoire, Trophée Indie de la meilleure télésérie canadienne, décerné par le Canadian Film and Television Production Association
- 2009 : Les Lavigueur, la vraie histoire, Prix La Rose d’Or, Lucerne, Suisse
- 2009 : Les Lavigueur, la vraie histoire, FIPA d’argent (Festival international des programmes audiovisuels, Biarritz
- 2010 : Prix Saint-Pacôme du roman policier pour Cinq secondes
- 2011 : Finaliste au Prix Arthur-Ellis du meilleur roman policier en langue française, pour Cinq secondes
- 2013 : Finaliste au Prix des lecteurs de Radio-Canada, pour Une mort honorable